# Nockenleiste

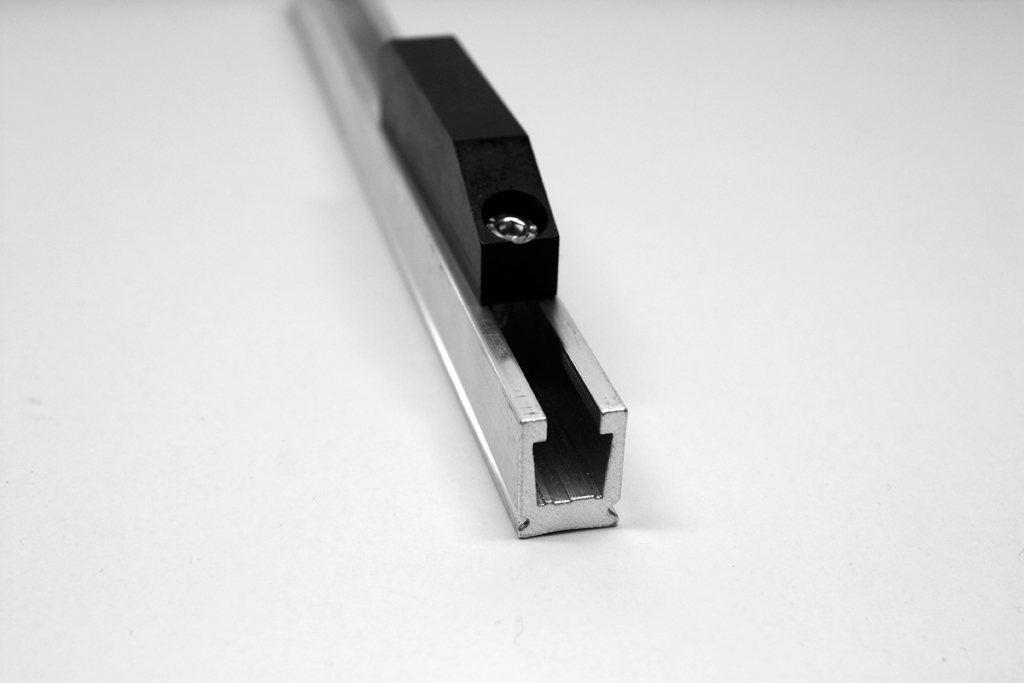
Nockenleiste

Eine Nockenleiste, auch Nutenleiste genannt, ist ein Maschinenelement aus der Steuerungstechnik. Sie wird in Verbindung mit Steuernocken verwendet, um mechanische Sicherheitsabschaltungen zu ermöglichen. 
Nocken werden auf den Nockenleisten durch Festziehen einer Spannschraube befestigt.
Der Haupteinsatzbereich von Nockenleisten ist der Maschinenbau oder auch der Tür- und Torbau.